# Le Templier de Notre-Dame
Le Templier de Notre-Dame est une série de bande dessinée écrite par Christian Piscaglia et dessinée par Willy Vassaux, sur les aventures médiévales d'un chevalier du Temple.

## Intrigue
Sinclair est un jeune Templier, membre de l'ordre du Temple, à l'époque de la construction de la cathédrale Notre-Dame de Paris. Certains fresques l'intriguent. Le commandeur de l'ordre l'envoie pour son initiation à l'abbaye du Val d'or. Il est ensuite chargé de lutter contre les ennemis de l'ordre, et part avec son compagnon Maletombe comme écuyer. Il devient amoureux de demoiselle Aurore.

## Historique de la série
Les scénarios du Templier de Notre-Dame sont de Christian Piscaglia, les dessins sont de Willy Vassaux.
La série n'est pas prépubliée, elle paraît directement en albums publiés à partir de 1986 par Dargaud Belgique.

## Jugements sur la série
Henri Filippini juge que Christian Piscaglia écrit un scénario solide et faisant bien connaître le monde des Templiers. Il trouve cependant que les dessins de Willy Vassaux sont bien documentés mais manquent un peu de maturité.

## Albums
Quatre albums paraissent aux éditions Dargaud puis Dervy :
1. L'Envoûtement, scénario de Christian Piscaglia, dessin de Willy Harold Vassaux, couleurs Bernadette Delwiche, Dargaud, janvier 1986, 60 planches  (ISBN 2-87129-004-0).
2. La Nuit du Golem, scénario de Christian Piscaglia, dessin de Willy Harold Vassaux, couleurs Studio Leonardo, Dargaud, 60 planches, janvier 1987  (ISBN 2-87129-017-2).
3. Le Grand Secret, scénario et dessin de Willy Harold Vassaux, couleurs Véronique Grobet, Dargaud, janvier 1997, 46 planches  (ISBN 2-85076-854-5).
4. Croisade contre les Cathares, scénario de Willy Harold Vassaux et Christian Piscaglia, dessin de Willy Harold Vassaux, couleurs Véronique Grobet, Dargaud, septembre 1997, 46 planches  (ISBN 2-85076-921-5)[3].